# 米哈伊利夫卡 (別爾哥羅德-德涅斯特羅夫斯基區)
45°56′59″N 29°41′59″E / 45.94972°N 29.69972°E

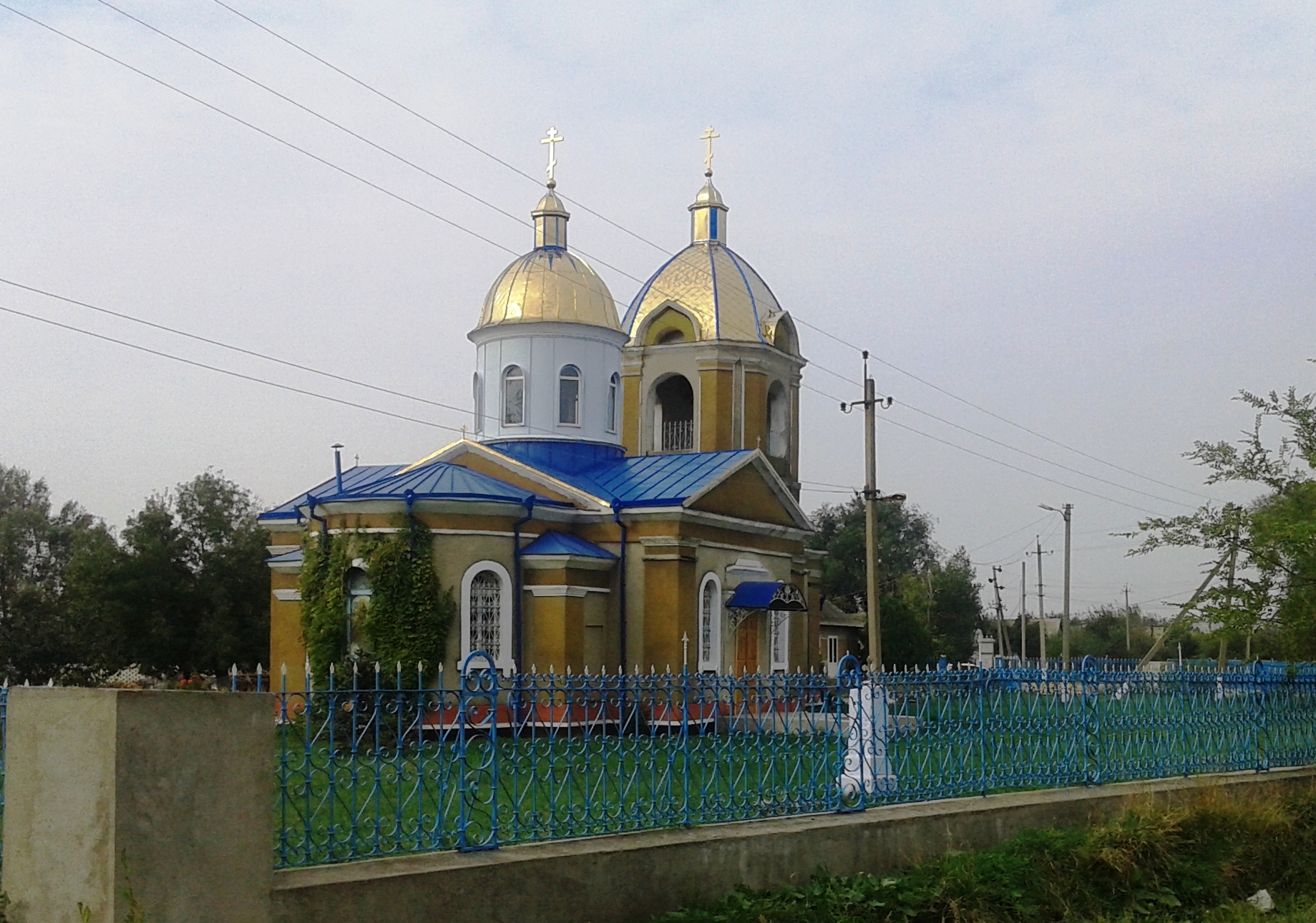

米哈伊利夫卡（烏克蘭語：Михайлівка）是位於烏克蘭西南部的村莊，由敖德萨州裡比爾霍羅德-德涅斯特羅夫斯基區的薩拉塔市鎮負責管轄。該村始建於1836年，面積2.84平方公里，海拔高度14米，2001年人口2,013，人口密度每平方公里708.8人。